# Граница Конрада
Поверхность Конрада (англ. Conrade discontinuity) — условная граница, разделяющая гранитный (верхний) и базальтовый (нижний) слои земной коры, выявляемая по увеличению скорости прохождения сейсмических волн. 
Скорость продольных сейсмических волн при прохождении через поверхность Конрада скачкообразно увеличивается примерно с 6 до 6,5 км/с. В ряде мест поверхность отсутствует, и скорости сейсмических волн возрастают с глубиной постепенно. Иногда, наоборот, наблюдается несколько поверхностей скачкообразного возрастания скоростей.
Поверхность Конрада встречается в различных районах континентальной коры на глубине 15—20 км, однако отсутствует под океанической корой.

## Открытие
Названа в честь австрийского геофизика В. Конрада, который установил её наличие в 1925 г. при изучении землетрясения в Альпах.
В середине 20-го века было обнаружено, что верхний слой континентальной коры состоит из кислых пород, а нижний из более богатых магнием основных пород. Таким образом, сейсмологи того времени стали считать, что поверхность Конрада должна соответствовать контакту между двумя химически различными слоями гранита и базальта.
Однако начиная с 1960-х годов эта теория активно оспаривается в среде геологов, так как точное геологическое значение поверхности Конрада до сих пор не выяснено. Не установлена она и при бурении Кольской сверхглубокой скважины.